# NGC 7357
NGC 7357 é uma galáxia espiral (Sb) localizada na direcção da constelação de Pegasus. Possui uma declinação de +30° 10' 19" e uma ascensão recta de 22 horas, 42 minutos e 23,9 segundos.
A galáxia NGC 7357 foi descoberta em 26 de Setembro de 1883 por Édouard Jean-Marie Stephan.